# Sergio Daniel Martínez
Sergio Daniel Martínez Alzuri med kælenavnet Manteca (født 15. februar 1969 i Montevideo, Uruguay) er en tidligere uruguayansk fodboldspiller (angriber), der mellem 1988 og 1997 spillede 35 kampe og scorede fem mål for Uruguays landshold. Han var blandt andet med til at vinde Copa América i 1995 på hjemmebane og deltog også ved VM i 1990 i Italien.
På klubplan spillede Domínguez for begge Montevideo-storklubberne CA Peñarol og Nacional, samt den mindre klub Defensor Sporting. Han var også tilknyttet Boca Juniors i Argentina, hvor han to gange blev den argentinske ligas topscorer. Desuden repræsenterede han Deportivo La Coruña i Spanien.